# Daniel Alberto Gómez López
Daniel Alberto Gómez López (Colombia, Siglo XX) es un ingeniero, académico y político colombiano, quien se desempeñó como Intendente de Arauca, último Comisario de Guaviare y primer gobernador del mismo departamento

## Biografía
Es Ingeniero Agrónomo de profesión, con especialización en Planificación Regional y una Maestría en Planificación y Administración del Desarrollo Regional.
Fue profesor en múltiples universidades públicas y privadas de Colombia, entre ellas la Universidad del Magdalena, la Escuela Superior de Administración Pública, la Universidad de Nariño, la Universidad Pedagógica y Tecnológica de Colombia, la Universidad de los Andes y la Universidad del Norte.
En el campo público ocupó cargos como Intendente de Arauca (1990-1991), además de haber sido el último Comisario de Guaviare y primer gobernador del mismo departamento (1991); todas estas posiciones las ocupó durante la administración del presidente César Gaviria Trujillo. Así mismo, fue subdirector del extinto Departamento Administrativo de Intendencias y Comisarías, director de Planeación del Plan Nacional de Rehabilitación de la Presidencia de la República y consultor de la Organización de las Naciones Unidas para la Alimentación y la Agricultura.